# Neurigona ornatipes
Neurigona ornatipes är en tvåvingeart som beskrevs av Octave Parent 1934. Neurigona ornatipes ingår i släktet Neurigona och familjen styltflugor. Inga underarter finns listade i Catalogue of Life.